# Museum Oud Amelisweerd
Landhuis Oud Amelisweerd is een Stichting gevestigd in het landhuis Oud-Amelisweerd in Bunnik. Sinds mei 2021 is Stadsherstel Utrecht erfpachter van het landhuis en maakt Stichting Landhuis Oud Amelisweerd programma's en exposities met Utrechtse instellingen.

## Geschiedenis
Eind 2010 verschenen plannen om de collectie van het door brand gesloten Armando Museum te huisvesten in het landhuis. In juni 2012 gaf de gemeenteraad van Utrecht goedkeuring. Op 21 maart 2014 opende prinses Beatrix de expositie "Armando in het woud". Vanaf 22 maart 2014 was de Armando Collectie te bezichtigen in wisselende tentoonstellingen, soms met andere kunstenaars.
MOA ontving op 22 mei 2016 de prestigieuze prijs voor cultureel erfgoed, de  Europa Nostra Award, in de categorie 'Outstanding achievements in the conservation, enhancement and adaptation to new uses of cultural heritage'.
Armando zegde de samenwerking per 1 maart 2018 op, waarna zijn collectie, bestaande uit circa 1100 werken, uit het MOA werd verwijderd. Kort daarop, in augustus 2018, werd het museum failliet verklaard. Er waren sinds de opening flinke financiële problemen geweest.
Vanaf augustus 2021 is Landhuis Oud Amelisweerd weer geopend, als podium voor programma en exposities op het gebied van hedendaagse kunst, wetenschap en geschiedenis. Stadsherstel Utrecht, eigenaar van onder andere Gasthuis Leeuwenbergh, de Zeven Steegjes en Molenerf De Ster is erfpachter van Gemeente Utrecht voor de komende 10 jaar. Voor het samenstellen van het programma is Stichting Landhuis Oud Amelisweerd in het leven geroepen. Deze stichting werkt nauw samen met Utrechtse instellingen en zorgt ervoor dat het Rijksmonument toegankelijk is voor publiek.

## Fotogalerij

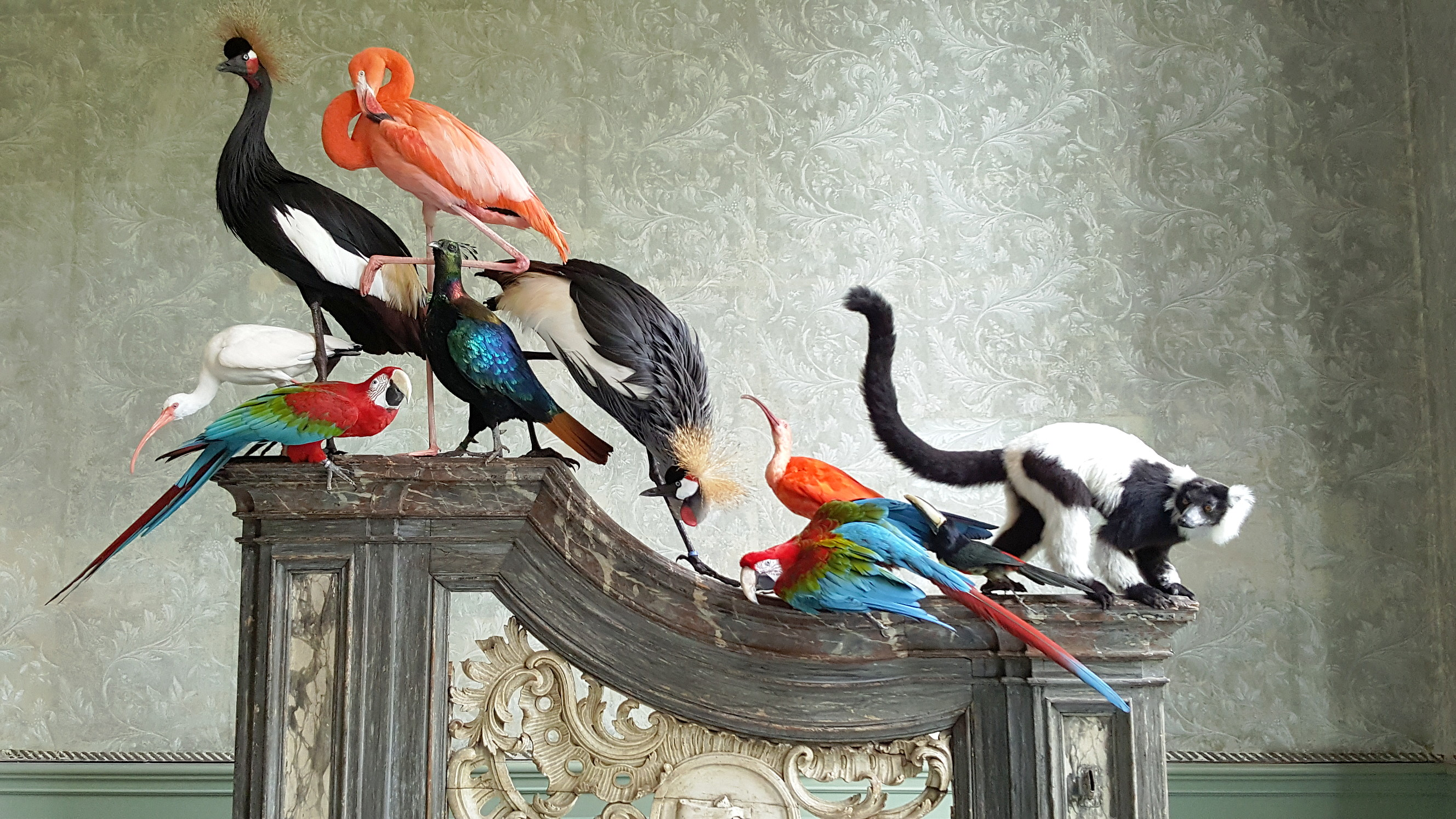
Taxidermie, compositie Sinke & Van Tongeren met: Witte Ibis, Zwarte Kroonkraan, Groenvleugel Ara, Himalaya Glansfazant, Flamingo, Grijze Kroonkraan, Rode Ibis, Groenvleugel Ara, Aracari, Bonte Vari 2017
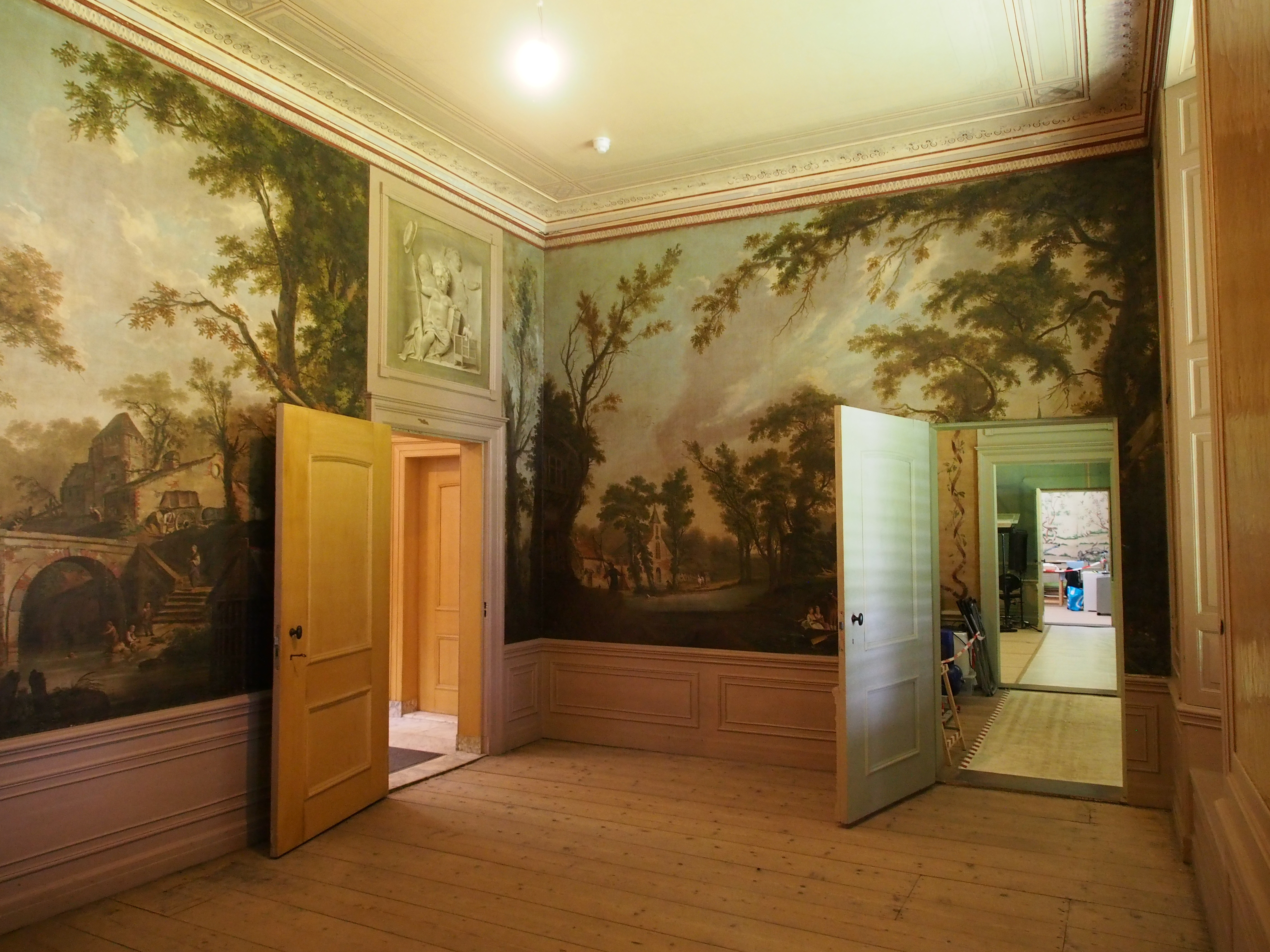
doorkijkje tijdens behangrestauratie 2013
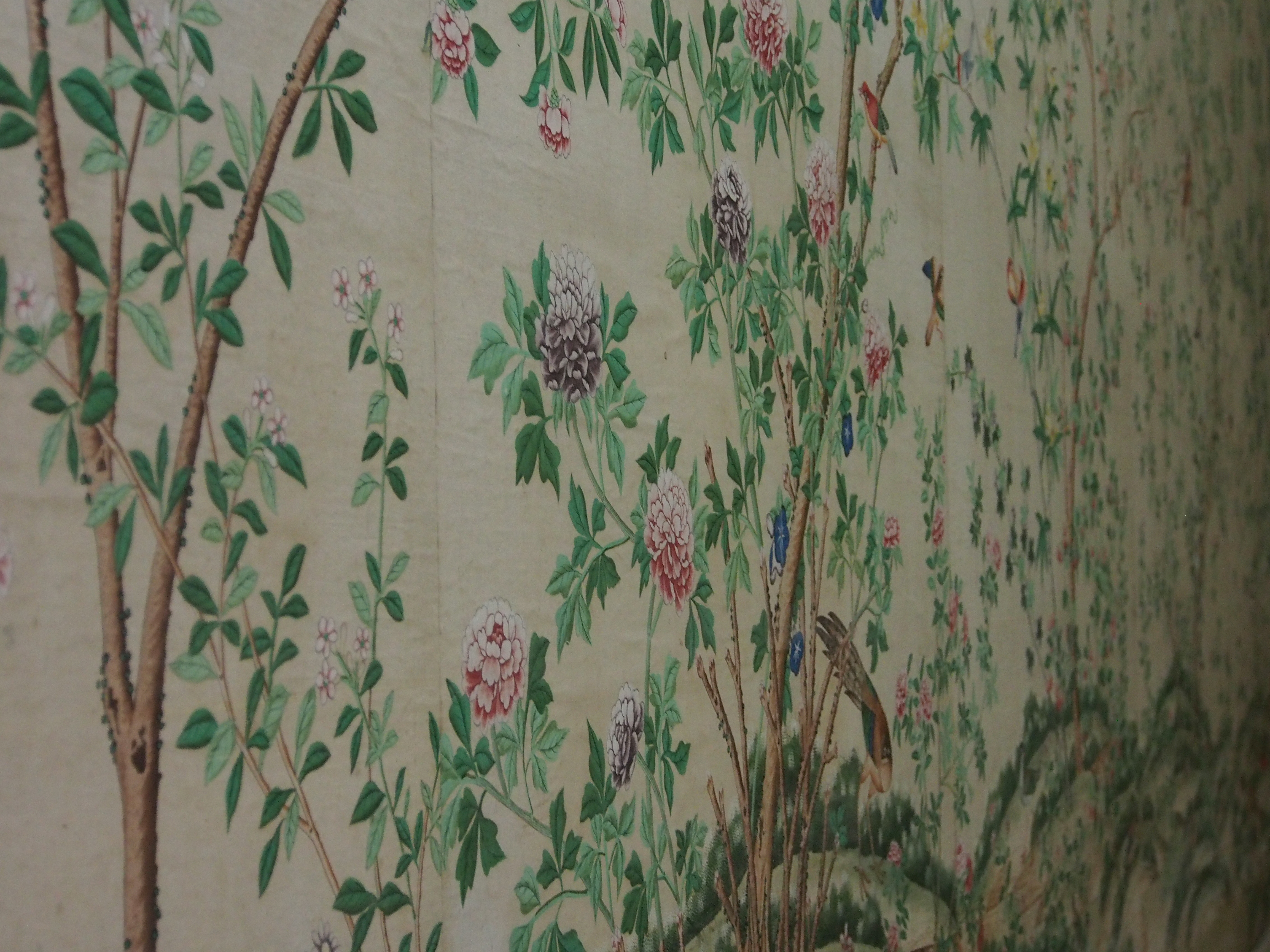
detail Chinees behangsel
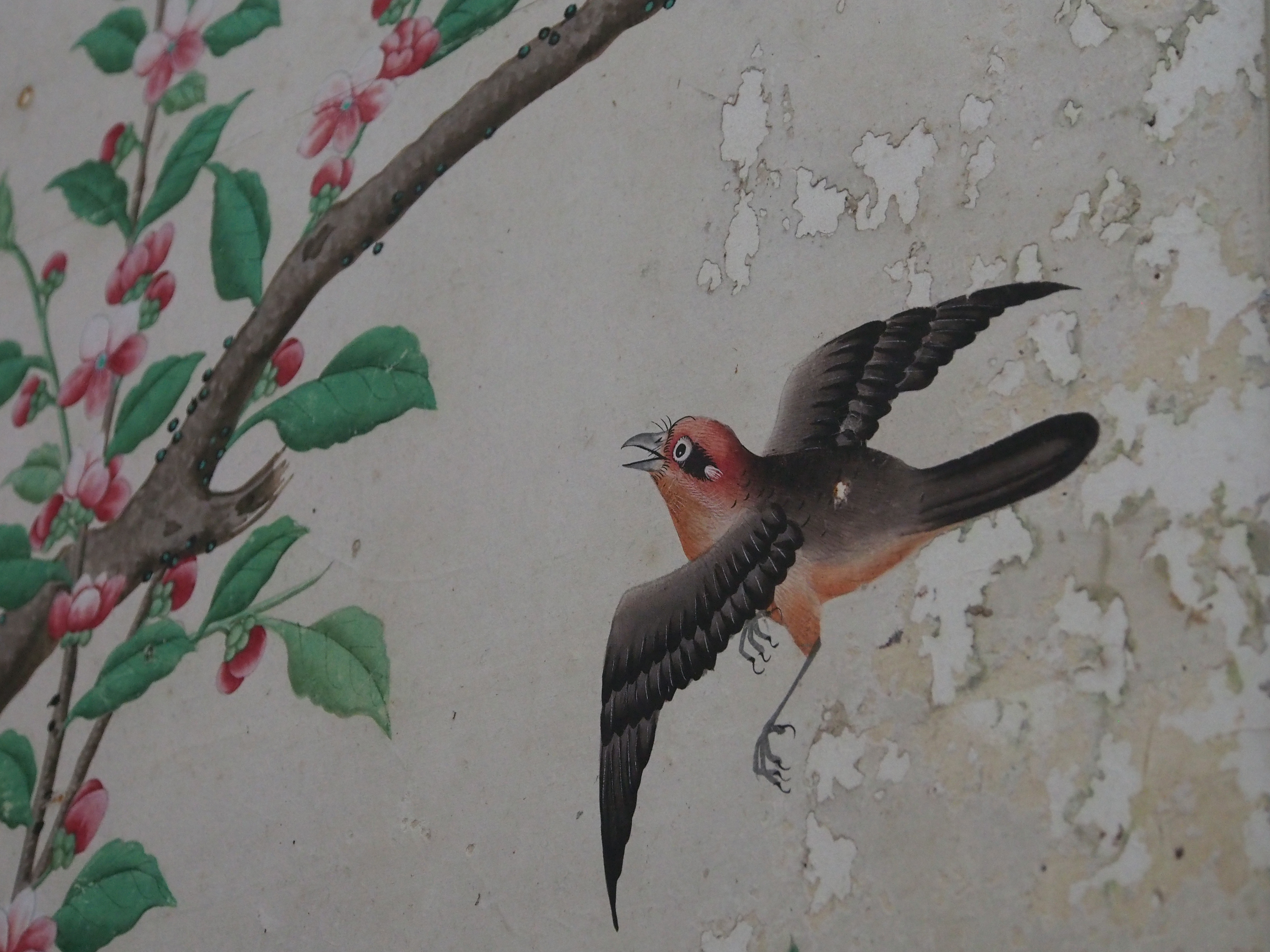
detail Chinees behangsel
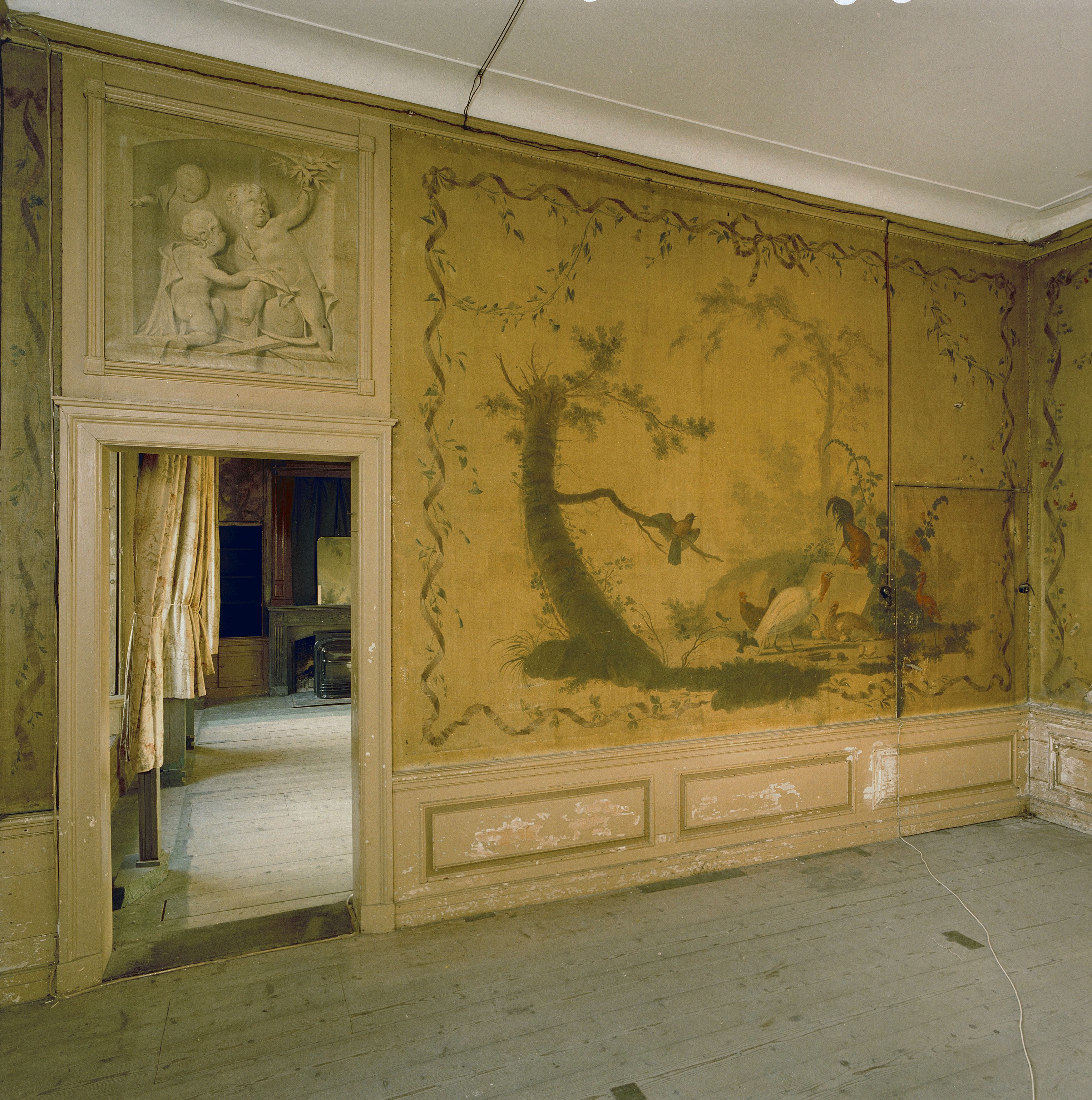
16 December 1991